# Куртово-Конаре
Ку́ртово-Кона́ре (болг. Куртово Конаре) — село в Пловдивській області Болгарії. Входить до складу общини Стамболійський.

## Населення
За даними перепису населення 2011 року у селі проживали 2620 осіб.
Національний склад населення села:
| Національність   | Кількість осіб | Відсоток |
| ---------------- | -------------- | -------- |
| болгари          | 2122           | 84,3%    |
| цигани           | 369            | 14,7%    |
| турки            | 21             | 0,8%     |
| Всього відповіли | 2518           |          |

Розподіл населення за віком у 2011 році:
Динаміка населення: